# Hermann Poech
Hermann Poech (* 24. Juli 1895; † 16. Juni 1965) war ein deutscher Ingenieur und Stahlwerker.

## Leben
Poech arbeitete 1921–1961 im Stahlwerksbetrieb der Bochumer Verein für Gußstahlfabrikation AG. 1927 wurde er dort Betriebschef und 1935 Oberingenieur. 1938 übernahm er die Oberleitung der fünf Stahlwerke des Bochumer Vereins, worauf die Ernennung zum Betriebsdirektor folgte. Er wirkte trotz seiner Erblindung wesentlich mit bei der Planung des neuen Sauerstoffaufblas-Stahlwerks, das im November 1957 in Betrieb ging. Während seiner letzten Berufsjahre leitete er die Patentabteilung und die technische Bücherei des Stahlwerks.
Poech beteiligte sich fortwährend an der Gemeinschaftsarbeit des Vereins Deutscher Eisenhüttenleute (VDEh), so dass er als Vorsitzender des Ausschusses Siemens-Martin-Stahlbetrieb 1940–1952 auch den Stahlwerksausschuss des VDEh leitete.

## Ehrungen
- Ehrenmitglied des VDEh-Stahlwerksausschusses (1960)